# Пласентия (град, Калифорния)
Пласентия (на английски: Placentia) е град в окръг Ориндж, щата Калифорния, САЩ.
Пласентия е с население от 46488 жители (2000) и обща площ от 17,1 km². Намира се на 83 m надморска височина. ЗИП кодовете му са 92870-92871, а телефонният му код е 714.